# Ssaki (film)
Ssaki – polski niemy film krótkometrażowy z 1962 roku w reżyserii Romana Polańskiego. Dziesięciominutowy film przedstawia relacje dwóch mężczyzn (tytułowych ssaków), którzy wędrują przez zaśnieżone pustkowie, ciągnąc się na zmianę saniami. Mężczyźni stosują różne sztuczki, bo każdy z nich lubi wygodę i zamiast ciągnąć kolegę, woli sam być ciągnięty. Film powstał dzięki finansowej pomocy Wojciecha Frykowskiego, przyjaciela Polańskiego.
Ssaki zostały nagrodzone Złotym Smokiem Wawelskim w kategorii innych form filmowych na Krakowskim Festiwalu Filmowym, zdobyły również główne nagrody na Międzynarodowym Festiwalu Filmowym w Tours oraz Międzynarodowym Festiwalu Filmów Krótkometrażowych w Oberhausen.